# Heródiás
Heródiás (Jeruzsálem, i. e. 15. – Lugdunum Convenarum, 39) a Bibliában II. Heródes zsidó fejedelem, majd Heródes Antipász zsidó fejedelem felesége, utóbbi kapcsolatának idején Keresztelő János gyilkosa.

## Története
A történet szerint Heródiás megharagudott Keresztelő Jánosra, aki elítélte azért, mert a férjét elhagyva a sógorával (első férjének féltestvérével) élt együtt. Heródiás lánya, Salomé egyszer táncolt Heródes előtt; a királynak annyira megtetszett, hogy megígérte Saloménak, hogy teljesíti a kérését. Salomé anyja felbujtására Keresztelő Szent János fejét kérte tálcán.

## Heródiás a művészetben
- Juan de Flandes festménye
- Gustave Flaubert elbeszélése: Heródiás
- Rupert Getzen kisplasztikája
- Luini Bernardini festménye
- Stéphane Mallarmé verse: Heródiás
- Jules Massenet operája: Heródiás
- Israel van Meckenem metszete
- Nyirő József színműve: A próféta
- Hviezdoslav drámája: Heródes és Heródiás
- Richard Strauss operája: Salome
- Oscar Wilde színdarabja: Salomé